# Paul Fournel

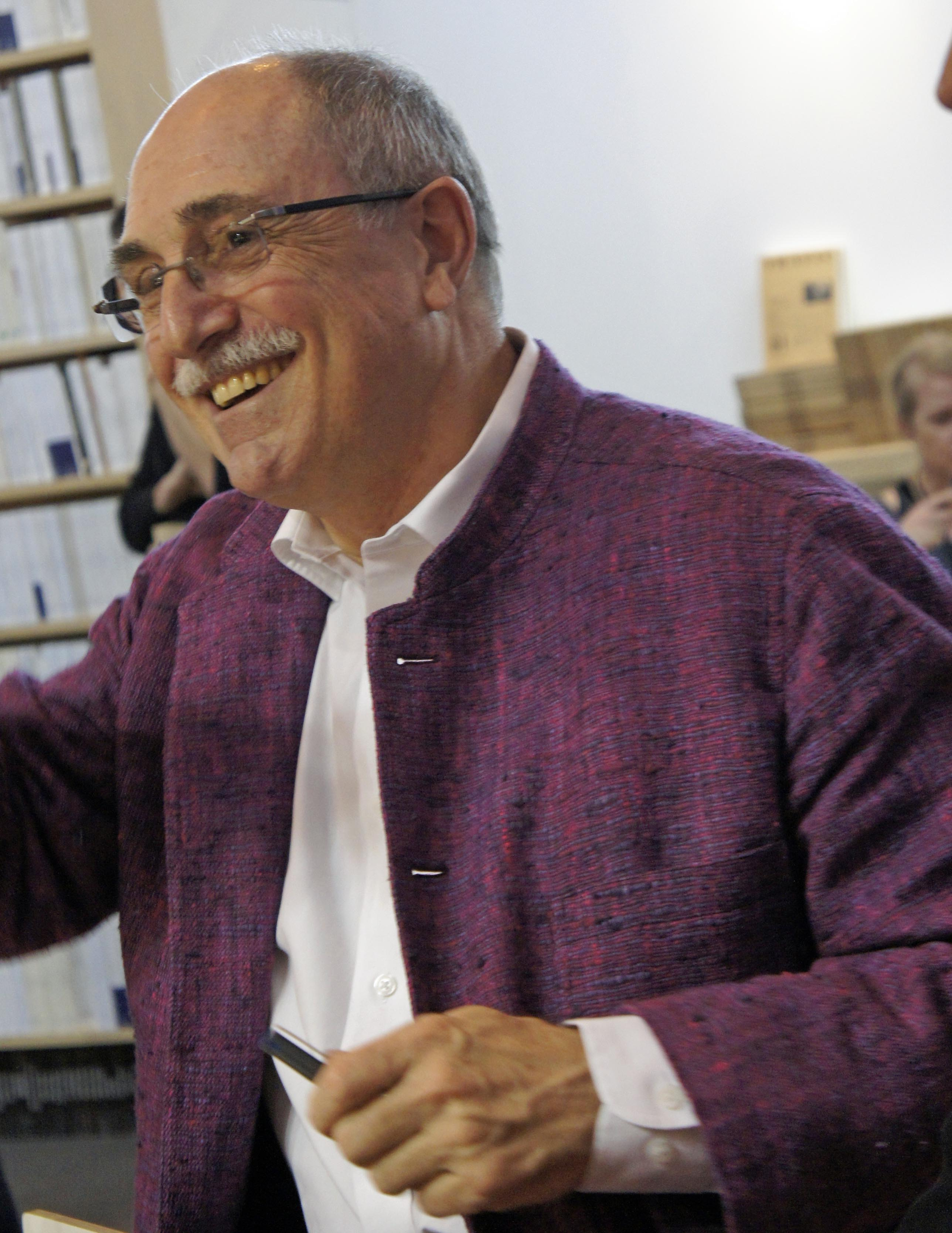
Paul Fournel (2012)

Paul Fournel (* 20. Mai 1947 in Saint-Étienne, Département Loire) ist ein französischer Schriftsteller.

## Biographie
Fournel wurde als Sohn eines Buchhändlers geboren. Bereits mit fünf Jahren hatte er sich für das Schreiben entschieden. Er studierte von 1968 bis 1972 Literaturwissenschaften an der École normale supérieure (ENS) in Saint-Cloud (Département Hauts-de-Seine); in seiner Abschlussarbeit befasste er sich mit Leben und Werk von Raymond Queneau.
Anschließend bekam er eine Anstellung bei Hachette Livre, betreute u. a. die Encyclopædia Universalis und wechselte später zum Verlag Éditions Honoré Champion. Zwischen 1982 und 1989 fungierte als Herausgeber beim Verlag Éditions Ramsay und in Anschluss daran bis 1992 zu Éditions Seghers.
Zwischen 1996 und 2000 leitete Fournel die Dependance der Alliance française in San Francisco. Im Frühjahr 2000 entsandte ihn Kulturminister Jack Lang als Kulturattaché nach Kairo.
Während seiner Arbeit im Verlag lernte Fournel François Le Lionnais, den Gründer von der Autorenvereinigung Oulipo, kennen und schloss sich dieser Gruppierung an. Seit 2003 ist er der 3. Präsident von Oulipo.
Er ist verheiratet und hat zwei Kinder, die 1979 und 1983 geboren wurden.

## Ehrungen
- 1988 Prix Fnac/Grand Prix de littérature sportive
- 1989 Prix Goncourt de la nouvelle für Les athlètes dans leur tête.
- 1999 Prix Renaudot des lycéens für den Roman Foraine

## Werke (Auswahl)
- Bibliothèque oulipienne. Oulipo, Paris 2005ff
  - Bd. 138: Les débuts de la colonie. 2005.
  - Bd. 140: La table de nain. 2005.
  - Bd. 147: Les animaux d’amour. Poèmes. 2007 (illustriert von Henri Cuéco).
  - Bd. 151: Romans. 2006.
  - Bd. 152: Chicagos. 2006 (zusammen mit Jacques Roubaud).
  - Bd. 163: Terines. 2007.

Essay
- Besoin de vélo.
  - deutsche Übersetzung: Die Liebe zum Fahrrad. Covadonga Verlag, Bielefeld 2012, ISBN 978-3-936973-65-5 (übersetzt von Nathalie Mälzer und Stefan Rodecourt).

Lyrik
- Térines d’Amérique. Poèmes. Paris 2006 (illustriert von Philippe Cognée).

Romane
- Chamboula. Roman. Seuil, Paris 2007, ISBN 978-2-02-089278-0.
- Timothée dans l’arbre. Roman. Seuil jeunesse, Paris 2003, ISBN 2-02-057361-X. (illustriert von Emmanuel Pierre).
- À la ville comme à la campagne. Ed. Après la lune, Paris 2006, ISBN 2-35227-015-4.
- Poils de cairote. Seuil, Fiction & Cie, Paris 2004, ISBN 2-02-058041-1.

Sachbücher
- Méli Vélo. Dictionnaire cycliste. Seuil, Paris 2008, ISBN 978-2-02-096627-6.
- Guignol. Les Mourguet. Éditions lyonnaises d’Art et d’Histoire, Lyon 2008, ISBN 978-2-84147-193-5.

Theaterstücke
- Les mains dans le ventre & Foyer jardin. Actes-Sud, Arles 2008, ISBN 978-2-7427-7192-9.